# G4 (电视频道)
G4（又称G4 TV）是美国有线和卫星电视频道，由NBC环球旗下NBC环球有线部门的G4 Media单位持有。频道主要面向年轻成年男性观众，最初聚焦于全球电子游戏，后开始关注更多一般娱乐形式。G4总部现位于洛杉矶。
2013年8月时有约6121.7万户（53.61%有电视的家庭）美国家庭接收G4。2014年12月31日晚上11:59，該頻道關閉。